# Klaus Becker (Kabarettist)
Klaus Becker (* 6. April 1923 in Cottbus; † 18. Oktober 1971 in Guelph, Kanada) war ein deutscher Kabarettist und Schauspieler.

## Leben
Nach dem Abitur studierte Becker drei Semester Veterinärmedizin. Von 1945 bis 1946 besuchte er die Schauspielschule für Bühne und Film Berlin-Dahlem. 1947 debütierte er im Cabaret Uhlenspiegel. Von 1948 bis 1950 spielte er am Renaissance-Theater, an der Tribüne, in der Komödie am Kurfürstendamm und am Deutschen Theater. Von 1951 bis 1952 arbeitete er als Texter für den RIAS und von 1952 bis 1953 für den NWDR.
Becker gründete die Berliner Stachelschweine zusammen mit Rolf Ulrich, Alexander Welbat und Joachim Teege. Alle vier waren 1948/1949 am Theater Tribüne am Knie engagiert.
In den frühen 1950er Jahren parodierte Becker – streng antifaschistisch-antikommunistisch – die Tagesaktualitäten zusammen mit Wolfgang Neuss und Jo Herbst. Noch 1956 war er musikalischer Leiter der Stachelschweine, außerdem betätigte er sich seit 1950 für die Kabarette Haferstengel, Nürnberg-Trichter und Rauchfang.

## Filmografie
- 1948: Affaire Blum
- 1950: Bürgermeister Anna
- 1950: Saure Wochen – frohe Feste
- 1952: Lockende Sterne
- 1958: Der lachende Vagabund
- 1958: Solang’ noch untern Linden
- 1959: Liebe verboten – Heiraten erlaubt
- 1959: Das blaue Meer und Du
- 1960: Die Rote Hand
- 1960: Wir Kellerkinder